# Coulommes-et-Marqueny
Coulommes-et-Marqueny é uma comuna francesa na região administrativa de Grande Leste, no departamento Ardenas. Estende-se por uma área de 11,89 km². Em 2010 a comuna tinha 79 habitantes (densidade: 6,6 hab./km²).